# Агадір (аеропорт)
Аеропорт Агадір (араб. مطار المسيرة, фр. Aéroport Al Massira; IATA: AGA, ICAO: GMAD) — міжнародний аеропорт, що обслуговує адміністративний центр області Сус — Масса на південному заході Марокко, місто Агадір. Аеропорт розташований у комуні Темсія, за 20 км від Агадіру.

## Авіалінії та напрямки, грудень 2020
| Авіакомпанія            | Пункт призначення |
| ----------------------- | --- |
| Air Arabia Maroc        | Фес, Рабат, Танжер |
| Binter Canarias         | Гран-Канарія Сезонний: Тенерифе-Північний |
| Brussels Airlines       | Брюссель |
| Chair Airlines          | Цюрих |
| Condor                  | Франкфурт, Мюнхен Сезонний: Дюссельдорф |
| easyJet                 | Берлін-Бранденбург, Женева, Лондон-Гатвік, Ліон, Мілан-Мальпенса Сезонний: Амстердам, Базель-Мюлуз-Фрайбург, Манчестер, Нант, Ніцца, Тулуза      |
| Enter Air               | Сезонний чартер: Катовиці, Познань, Варшава-Шопен, Вроцлав                                                                                       |
| Eurowings               | Дюссельдорф |
| Lufthansa               | Франкфурт |
| Luxair                  | Сезонний: Люксембург |
| Norwegian Air Shuttle   | Сезонний: Копенгаген, Гельсінкі |
| Royal Air Maroc         | Касабланка, Дахла, Ель-Аюн, Париж-Орлі Сезонний: Довіль, Лондон–Гатвік (з 11 лютого 2021),, Манчестер (з 12 лютого 2021), Мец/Нансі, Нант, Порту |
| Royal Air Maroc Express | Касабланка |
| Ryanair                 | Мілан-Бергамо, Брюссель-Шарлеруа, Лондон-Станстед, Манчестер, Марсель Сезонний: Бордо, Ейндговен, Веце                                           |
| Saudia                  | Хадж: Медина |
| TAP Air Portugal        | Лісабон Сезонний чартер: Порту |
| Transavia               | Амстердам, Ліон, Монпельє, Париж-Орлі |
| TUI Airways             | Бірмінгем, Лондон-Гатвік, Манчестер |
| TUI fly Belgium         | Брюссель Сезонний: Бордо, Брест-Бретань, Довіль, Лілль, Мец/Нансі, Нант, Париж-Орлі, Роттердам, Страсбург, Тулуза                                |
| TUI fly Deutschland     | Сезонний: Дюссельдорф, Франкфурт, Ганновер |